# Hybanthus hieronymi
Hybanthus hieronymi là một loài thực vật có hoa trong họ Hoa tím. Loài này được (Griseb.) Hassl. mô tả khoa học đầu tiên năm 1909.